# Paralithodes platypus
Paralithodes platypus of blauwe koningskrab is een tienpotigensoort uit de familie van de Lithodidae. De wetenschappelijke naam van de soort is voor het eerst geldig gepubliceerd in 1850 door Brandt.